# Elforsk
Elforsk AB är Svenska elföretagens forsknings- och utvecklingsaktiebolag. Bolaget startade sin verksamhet 1993 och ägs av Svensk energi samt Svenska Kraftnät. Syftet med samarbetet är att rationalisera den branschgemensamma forskningen genom att samla elföretagens bedömningar av föreslagna produktutvecklingar, att ordna möjligheter att testa produkter hos elföretagen, och eventuellt föreslå en första upphandling av produkten. På så vis ska man bygga upp marknaden.  Bolaget bedriver utvecklingsprojekt på uppdrag, primärt för sina ägare och ägarnas medlemsföretag.

## Programområden
Verksamheten inom Elforsk bedrivs i form av ramprojekt och projekt. Verksamheten är indelad i sex programområden:
- Vattenkraft
- Elproduktion och elvärme
- Överföring och distribution
- Användning
- Omvärld och system
- Kärnkraft

### Vattenkraft
Vattenkraften har i Norden en central betydelse då den står för nästan hälften av den svenska och nordiska elproduktionen. Tekniken har funnits ett tag och den står inför stora reinvesteringar. Inom programområdet Vattenkraft strävar man efter att planera för dessa reinvesteringar så att man ska kunna hantera den, under lång tid, minskande tillgången av kompetens. Andra aspekter som tillkommer vid reinvesteringar är de stora utbyggnationerna av vindkraft samt vattenkraften miljöaspekter vilka man planerar för att hantera på ett lämpligt sätt. 

### El- och värmeproduktion
Verksamheten inom El- och värmeproduktion strävar efter att effektivisera den aktuella el- och värmeproduktionen samt att införa ny produktionsteknik på marknaden. Ett exempel är bränsleceller där man har startat ett projekt där man ska bevaka omvärldens utveckling av dessa.

### Överföring och distribution
Verksamheten inom programområdet Överföring och distribution är i stor utsträckning inriktad mot underhåll, diagnostik, riskanalys och effektivisering av elnäten genom teknikutveckling och miljö. Nya ramprojekt kring nätutveckling, mätning, kommunikation och elkvalitet startas under året. 

### Användning
Verksamheten inom Användning har fokus på effektiv energianvändning.

### Omvärld och system
Elmarknaden är en ständigt förändrande marknad som regleras av bland annat lagstiftning och politiska beslut. Verksamheten inom Omvärld och system strävar mot att upptäcka och analysera förändrade förutsättningar och händelser som påverkar elföretagen. 

#### Laddningsstationer för elbilar
I ett samarbete med snabbmatskedjan McDonald's inför Elforsk fysiska laddningsstationer för elbilar.

### Kärnkraft
Programområdet fyller ett behov av forsknings- och utvecklingsinsatser för ett effektivt underhåll och drift av befintliga kärnkraftverk.

#### Kall fusion/LENR
Elforsk sammanställer sedan 2012 rapporter om Low Energy Nucelar Reactions (LENR), det vill säga Kall fusion, och medfinansierar tester av det italienska patentet Energy Catalyzer.